# Bernhard Meyer-Marwitz
Bernhard Petrus Johannes Meyer-Marwitz (* 24. Juni 1913 in Hamburg; † 14. Mai 1982 ebenda) war ein deutscher Verleger und Publizist. Er verlegte die ersten Werke des Schriftstellers Wolfgang Borchert und gab 1949 dessen Gesamtwerk heraus.

## Leben
Meyer-Marwitz, der sein Studium aus finanziellen Gründen abbrechen musste, begann seine journalistische Tätigkeit 1936 als freier Mitarbeiter beim Hamburger Anzeiger, dessen Feuilleton von Hugo Sieker geleitet wurde. Seine Ausbildung schloss er 1939 mit der „Hauptschriftleiterbefähigung“ ab, wurde noch im gleichen Jahr wegen „politischer Unzuverlässigkeit“ von den nationalsozialistischen Machthabern aus der Redaktion ausgeschlossen, im Folgejahr jedoch wieder eingestellt.
Sein besonderes Interesse galt der niederdeutschen Literatur. Er gehörte der Vereinigung Niederdeutsches Hamburg und einem Freundeskreis um Sieker, die niederdeutsche Autorin Hertha Borchert und die Schauspielerin Aline Bußmann an. Für die Niederdeutsche Bühne, das spätere Ohnsorg-Theater, schrieb er 1935 das plattdeutsche Schauspiel De swatte Slüs. 1939 legte er die wissenschaftliche Untersuchung Das niederdeutsche Bühnenspiel der Gegenwart vor. Zwischen 1936 und 1946 schrieb er mehrere Romane und Erzählungen, die er jedoch rückblickend als „Jugendwerke“ klassifizierte und nach dem Zweiten Weltkrieg nicht wieder neu auflegen ließ.
1945 wurde Meyer-Marwitz im Hamburger Nachrichtenblatt der Militärregierung und später der Hamburger Freien Presse wieder journalistisch tätig. Nach der Neugründung der Vereinigung Niederdeutsches Hamburg (ab 1951 Hamburg-Gesellschaft) auf seine und Paul Neumanns Initiative wurde er deren Geschäftsführer. 1946 gründete er den Verlag Hamburgische Bücherei, der vor allem Werke mit norddeutscher und maritimer Ausrichtung herausbrachte. Nach der Währungsreform verlegte er sich auf Hamburgensien, Firmenschriften und Veröffentlichungen der Hamburg-Gesellschaft. Er war Berater seiner Heimatstadt Hamburg für Dokumentar- und Kulturfilme und konzipierte die 1959 fertiggestellte kommentierte Bibliografie Hamburg im Buch.
1945 lernte Meyer-Marwitz Wolfgang Borchert kennen, der auf seiner Kabarettveranstaltung Janmaaten im Hafen ein letztes Mal als Schauspieler auftrat, ehe ihn seine schwere Krankheit ans Bett fesselte und auf die Schriftstellerei zurückwarf. Meyer-Marwitz wurde zum Freund Borcherts und gehörte zu den engen Bekannten, denen der Schriftsteller im Spätherbst 1946 von seinem Krankenbett den Entwurf des Dramas Draußen vor der Tür vorlas. Er organisierte den ersten Leseabend Borcherts und verlegte in der Hamburgischen Bücherei zum Jahresende 1946 dessen Gedichtsammlung Laterne, Nacht und Sterne sowie im Juni 1947 die Prosasammlung Die Hundeblume.
Mit Ernst Rowohlt, dem Verleger der späteren Werke Borcherts, einigte sich Meyer-Marwitz nach Borcherts Tod auf eine gemeinsame Herausgabe des Gesamtwerks, das 1949 unter dem Imprint beider Verlage erschien. Während der Rowohlt Verlag den Vertrieb übernahm, sorgte Meyer-Marwitz für die Zusammenstellung und ein laut Michael Töteberg „emphatisches Nachwort“. Mit seinen Einordnungen des Dramas Draußen vor der Tür („Das ist Borcherts Stück: Schrei! Nur so kann es begriffen und gewertet werden.“) oder des Prosatextes Dann gibt es nur eins! („Aus dieser Erkenntnis und Angst erhob Borchert, wenige Tage vor seinem Tode, seine Stimme noch einmal zu einem letzten gellenden Warnruf.“) bestimmte Meyer-Marwitz über Jahrzehnte hinweg die Aufnahme des Schriftstellers und sein Bild in der Öffentlichkeit. Das Prosastück Gespräch über den Dächern widmete Wolfgang Borchert seinem Freund.
Bernhard Meyer-Marwitz starb im Alter von 68 Jahren in seiner Geburtsstadt und wurde auf dem dortigen Friedhof Ohlsdorf im anonymen Urnenhain bei Kapelle 8 beigesetzt.

## Veröffentlichungen

### Als Autor
- Zwischen zwei Ufern. Ein Hamburger Schicksalsbild. Pröpper, Hamburg 1936.
- Das niederdeutsche Bühnenspiel der Gegenwart. Pröpper, Hamburg 1939.
- Brücke ins Leben. Alster, Wedel 1941.
- Die Straße der Jugend. Hamburgische Bücherei, Hamburg 1946.
- Männer, Schiffe, Meere. Hamburgische Bücherei, Hamburg 1947.
- Wolfgang Borchert. Hamburgische Bücherei, Hamburg 1948.
- Geliebter Strom. Hamburgische Bücherei, Hamburg 1949.
- Weltstadt Hamburg. Albatros, Hamburg 1954.
- So lebt, so liebt, so lacht man an Alster und Elbe. Albatros, Hamburg 1956.
- Hamburgs Weg zum Welthafen. Okis Sattelmair, Hamburg 1960.
- Merkur, Neptun und Hammonia. Hamburgische Bücherei, Hamburg 1961.
- Hamburger. Versuch einer Topographie. Hamburger Journal, Hamburg 1963, mit Fritz Kempe.
- Das Hamburg-Buch. Christians, Hamburg 1980.
- Rundwege Hamburg. Bayerische Verlagsanstalt, Bamberg 1983.

### Als Herausgeber
- Hamburg, Heimat am Strom. Hamburgische Bücherei, Hamburg 1946.
- Unter Hamburgs Türmen. Hamburgische Bücherei, Hamburg 1948.
- Wolfgang Borchert: Das Gesamtwerk. Rowohlt, Hamburg 1949.
- Großer Hamburg-Spiegel. Christians, Hamburg 1978.